# La barriera
La barriera (La valla) è una serie televisiva spagnola drammatica distopica, prodotta da Atresmedia in collaborazione con Good Mood Productions per Antena 3, creata da Daniel Écija e interpretata da Unax Ugalde, Olivia Molina, Ángela Molina e Eleonora Wexler. È stato pre-rilasciato su Atresplayer Premium il 19 gennaio 2020 ed è stato presentato in anteprima su Antena 3 il 10 settembre. Il giorno successivo ha debuttato a livello internazionale su Netflix.

## Trama
Spagna, 2045. Dopo la terza guerra mondiale, la crescente scarsità di risorse naturali ha trasformato le democrazie occidentali in regimi dittatoriali, che giustificano la mancanza di libertà con la promessa di garantire la sopravvivenza dei cittadini. In Spagna un governo dittatoriale occupa il potere con le stesse premesse. Nel frattempo, un virus sta devastando la Spagna e, mentre la vita nelle zone rurali diventa impossibile, la capitale Madrid è stata divisa in due regioni strettamente chiuse: il Settore 1, abitato dal governo e dai privilegiati, e il Settore 2, per tutti gli altri abitanti. L'unico modo per passare da una zona all'altra è attraversare la barriera di recinzione che le separa, per la quale è richiesto un lasciapassare normativo. Questo è il punto di partenza di una storia in cui incontriamo Julia, Hugo ed Emilia: una famiglia che fatica a recuperare la piccola Marta, attualmente nelle mani del governo. Una storia di sopravvivenza, di tradimenti, di grandi segreti e in cui un crimine inseguirà i protagonisti.

## Personaggi e interpreti

### Personaggi principali
- Hugo Mujica, interpretato da Unax Ugalde.
- Julia Pérez Noval / Sara Pérez Noval, interpretata da Olivia Molina.
- Alma López-Durán, interpretata da Eleonora Wexler.
- Luis Covarrubias, interpretato da Abel Folk.

Con la collaborazione speciale di
- Emilia Noval, interpretata da Ángela Molina.

### Personaggi secondari
- Alejandro "Álex" Mujica, interpretato da Daniel Ibáñez.
- Marta Mujica Pérez, interpretata da Laura Quirós.
- Daniela Covarrubias López-Durán, interpretata da Belén Écija.
- Carlos Castillo, interpretato da Juan Blanco.
- Manuela, interpretata da Yaima Ramos.
- Rosa, interpretata da Elena Seijo.
- Colonnello Enrique Jiménez, interpretato da Manu Fullola.
- Begoña Sánchez, interpretata da Ángela Vega.
- Infermiera (episodi 1-4, 6-13), interpretata da Cristina Soria.
- Funzionaria registro (episodi 1, 3), interpretata da Pilar Bergés.
- Fernando Navarro (episodi 1-2, 4-13), interpretato da Óscar de la Fuente.
- Alejo López-Dávila (episodi 6, 9-13), interpretato da Marcelo Converti.
- Sol (episodi 1-2), interpretata da Berta Castañé.
- Nonna di Sol † (episodi 1-2), interpretata da Carmen Esteban.
- Emilia Noval da giovane (episodi 1,3), interpretata da Irene Arcos.
- Julia Pérez Noval da piccola (episodi 1, 6), interpretata da Luna Fulgencio.
- Jacobo Martínez de los Ríos "Presidente" (episodi 1, 7, 12-13), interpretato da Pere Molina.
- Sergio Covarrubias López-Durán (episodi 2-13), interpretato da Iván Chavero.
- Chica la spia † (episodio 3), interpretata da Alina Nastase.
- Iván Covarrubias López-Durán (episodi 3-13), interpretato da Nicolás Illoro.
- Ladro † (episodio 6), interpretato da Antonio Arcos.
- Álvaro Maiztegui † (episodio 6), interpretato da Aitor Bertrán.
- Clara (episodi 7-8), interpretata da María Hervás.
- Álvaro Maiztegui da giovane (episodio 8), interpretato da Javier Abad.
- Luis Covarrubias da giovane (episodio 8), interpretato da Jaime Zataraín.

## Episodi
| Stagione       | Episodi | Prima visione Spagna | Prima visione Italia |
| -------------- | ------- | -------------------- | -------------------- |
| Prima stagione | 13      | 2020                 | 2020                 |

## Produzione
La serie è stata inizialmente distribuita in Spagna il 10 gennaio 2020 sulla piattaforma di streaming Atresplayer Premium; dal 10 settembre al 3 dicembre 2020 è andata in onda su Antena 3 e il giorno seguente è stata pubblicata online a livello internazionale su Netflix.

## Premi e nomination
| Anno | Premio               | Nominato    | Categoria                 | Risultato   | Note  |
| ---- | -------------------- | ----------- | ------------------------- | ----------- | ----- |
| 2021 | 8º MiM Series Awards | Unax Ugalde | Miglior attore drammatico | Candidato/a | [ 3 ] |